# کاترین فلیکشوه
کاترین ای فلیکشوه (انگلیسی: Katrin A. Flikschuh) FBA استاد نظریه سیاسی در مدرسه اقتصاد لندن (LSE) است. علایق پژوهشی فلیکسوه به فلسفه سیاسی امانوئل کانت، متافیزیک و توجیه فراسطحی در فلسفه سیاسی معاصر، عدالت جهانی و جهان وطن گرایی و تاریخ اندیشه سیاسی مدرن مربوط می‌شود.

## آثار برگزیده
- Kant and Modern Political Philosophy. Cambridge University Press, Cambridge, 2000. شابک ‎۹۷۸۰۵۲۱۶۶۲۳۷۶
- Freedom: Contemporary Liberal Perspectives. Key Concepts. Polity, Cambridge, 2007. شابک ‎۹۷۸۰۷۴۵۶۲۴۳۷۲[۱]
- What is Orientation in Global Thinking? A Kantian Inquiry. Cambridge University Press, Cambridge, 2017. شابک ‎۹۷۸۰۵۱۱۷۷۷۲۶۴
- "Reason, right, and revolution: Kant and Locke." Philosophy and Public Affairs, 36 (4), 2008, pp. 375–404.
- "On the cogency of human rights", Jurisprudence, 2 (1), 2011. pp. 17–36.